# Par ici la bonne soupe
Pour plus de détails, voir Fiche technique et Distribution.
Par ici la bonne soupe (Umarmungen und andere Sachen) est une comédie ouest-allemande réalisée par Jochen Richter et sortie en 1976.

## Synopsis
Deux jeunes femmes, amies l'une de l'autre, décident de dire adieu à la vie citadine et s'installent dans une ferme isolée en Bavière. Elles veulent y oublier leur passé et se construire une nouvelle vie plus proches de leurs aspirations réelles. Maria ne se sentait plus épanouie dans son métier de photographe publicitaire et se lance dans une quête de sens avec cette expérience. Jennifer, quant à elle, ne supportait plus de rester dans son ancien foyer avec son ex-mari violent. Elles sont rejointes par Tom, un rêveur et conteur d'histoires qui vit dans sa propre réalité. Peu de temps auparavant, le jeune homme a été pris en otage dans une banque par des gangsters maladroits lors d'un hold-up. Les braqueurs de banque l'ont forcé à monter dans leur voiture pour s'enfuir. Mais la Volkswagen Coccinelle branlante tombe en panne et les malfrats prennent la fuite, abandonnant Tom avec le butin de l'attaque. Tom est donc devenu riche par hasard.
Désormais, le trio vit au jour le jour, sans aucune contrainte. Ils se contentent de faire ce qu'ils ont envie de faire, quitte à prendre un bain moussant tout habillés dans une baignoire posée au milieu d'une prairie. Mais cette vie hédoniste et insouciante se gâte vite. D'abord, leur expérience de ménage à trois ne se passe pas sans heurts. De plus, toutes sortes de personnages bavarois bizarres gravitent autour d'eux et ne les laissent pas une seconde en paix : par exemple le policier de campagne qui a des vues sur les deux femmes, un vieux paysan qui ne cesse de radoter sur la révolution qui vient ou l'ex de Tom, Lila, qui est poursuivie par les braqueurs de banque à la recherche de leur butin. Enfin, pour couronner le tout, l'ex-mari violent de Jennifer, Alfred Lämmer, qui veut absolument reconquérir sa femme, fait son apparition...

## Fiche technique
- Titre français : Par ici la bonne soupe[1] ou Embraces[2]
- Titre original italien : Umarmungen und andere Sachen[3] (litt. « Étreintes, etc... ») ou Umarmungen – und 1 Million zuviel (litt. « Étreintes, et un million en trop »)
- Réalisation : Jochen Richter
- Scenario : Jochen Richter, Eike Barmeyer
- Photographie : Hermann Reichmann
- Musique : Sibylle Baier, Mike Lewis
- Production : Jochen Richter, Bernd Eichinger, Reinhold Vöth
- Société de production : Jochen Richter Filmproduktion, Solaris Film, Bayerischer Rundfunk
- Pays de production :  Allemagne de l'Ouest
- Langue originale : allemand
- Format : Couleurs - Son mono - 35 mm
- Durée : 106 minutes
- Genre : Comédie
- Dates de sortie :
  - Allemagne de l'Ouest : 15 janvier 1976[3]
  - France : 5 décembre 1984[1]

## Distribution
- Sydne Rome : Jennifer
- Jean-Pierre Léaud : Tom
- Anny Duperey : Maria
- Alfred Edel : Lämmer
- Uschi Lina : Lila
- Willi Knert : Le policier de campagne
- Ludwig Schmid-Wildy (de) : le grand-père
- Helmut Brasch (de) : Bergmann, l'éditeur
- Dieter Augustin (de) : le déménageur
- Fred Stillkrauth : Sébastien
- Marquard Bohm : la braqueur de banque
- Willy Trenk-Trebitsch (de)
- Leopold Gmeinwieser (de)

## Exploitation
La Freiwillige Selbstkontrolle der Filmwirtschaft a délivré le visa du film le 13 novembre 1975 et le film est sorti pour la première fois le 15 janvier 1976 en Allemagne de l'Ouest.
Le film a été distribué en France par Les Films Jacques Willemetz le 5 décembre 1984.

## Accueil critique
Selon le magazine Musikexpress : « Prenez trois acteurs de renommée internationale (...) qui font ménage à trois dans la campagne bavaroise. Prenez en outre un taureau de village à l'oreille fine, un gros cheval, beaucoup de foin, un arc-en-ciel, une fanfare, beaucoup de pluie, en contraste une clique de braqueurs de banque amateurs avec une fille faire-valoir, un directeur de publicité déjanté, quelques Américains comiques, sans oublier un grand-père anarchiste qui distille de l'alcool dans la grange, accompagné d'explosions. Et si ce cocktail humoristique très schématique ne suffit toujours pas, on ajoute des scènes bucoliques des deux femmes court-vêtues qui se goinfrent dans les verts pâturages, quelques bavardages, et pour finir, un million de marks qu'on trimballe dans un sac Adidas. Le réalisateur Jochen Richter s'était jusque là distingué dans de nombreux documentaire dans un seul film de fiction, Die Ameisen kommen (1973). Ce qu'il avait en tête avec cette tentative ridicule de comédie pseudo-intellectuelle reste une énigme, même à travers son titre puisqu'il n'y que deux brèves scènes d'étreinte dans le film. Des acteurs avec la dernière coupe à la mode qui s'ennuient et quelques mornes scènes d'action ne suffisent pas pour passer un bon moment ».
Selon le  Lexikon des internationalen Films : « Un braquage de banque, un retour à la nature et du folklore bavarois sont les ingrédients de ce film satirique avec un ménage à trois. Richard Lester et les comédies françaises entre réalisme et surréalisme ont manifestement servi de modèles. Difficile pourtant de comprendre ce que le film délivre comme message ».